# Турдули
Турдулите са предримски народ населявал долините на реките Гуадиана и Гуадалкивир, в южната част на Иберия, днес Испания и Португалия.
Древна столица на турдулите е Иполка, чието име в римската епоха е известно като Обулко.
Сходството на името им с това на турдетаните кара някои историци да предполагат, че двете са свързани по някакъв начин, но поради липсата на запазени надписи това предположение не може да бъде проверено.